# Lijst van rijksmonumenten in Gelderland

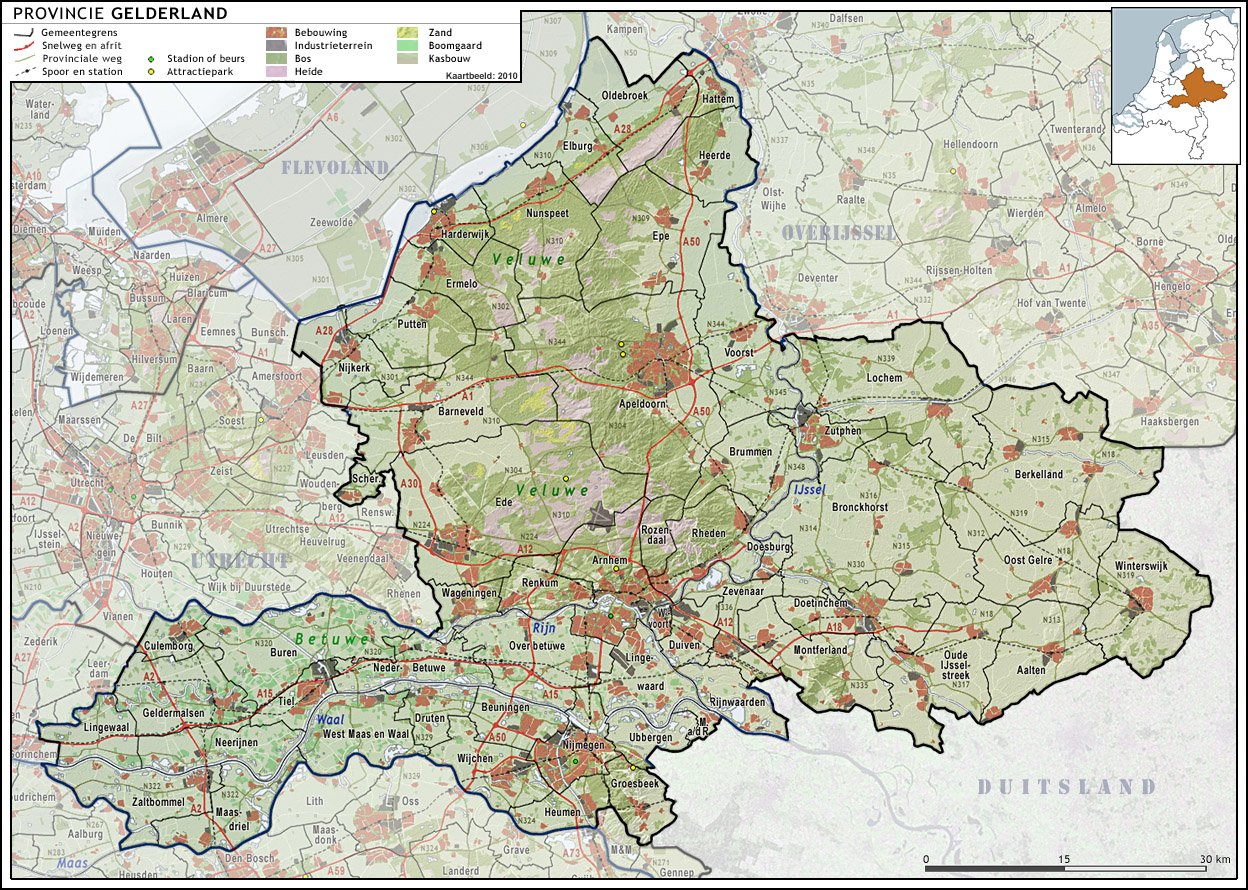
Gelderland

In de volgende gemeenten in Gelderland bevinden zich rijksmonumenten:
- Lijst van rijksmonumenten in Aalten
- Lijst van rijksmonumenten in Apeldoorn
- Lijst van rijksmonumenten in Arnhem
- Lijst van rijksmonumenten in Barneveld
- Lijst van rijksmonumenten in Berg en Dal
- Lijst van rijksmonumenten in Berkelland
- Lijst van rijksmonumenten in Beuningen
- Lijst van rijksmonumenten in Bronckhorst
- Lijst van rijksmonumenten in Brummen
- Lijst van rijksmonumenten in Buren
- Lijst van rijksmonumenten in Culemborg
- Lijst van rijksmonumenten in Doesburg
- Lijst van rijksmonumenten in Doetinchem
- Lijst van rijksmonumenten in Druten
- Lijst van rijksmonumenten in Duiven
- Lijst van rijksmonumenten in Ede
- Lijst van rijksmonumenten in Elburg
- Lijst van rijksmonumenten in Epe
- Lijst van rijksmonumenten in Ermelo
- Lijst van rijksmonumenten in Harderwijk
- Lijst van rijksmonumenten in Hattem
- Lijst van rijksmonumenten in Heerde
- Lijst van rijksmonumenten in Heumen
- Lijst van rijksmonumenten in Lingewaard
- Lijst van rijksmonumenten in Lochem
- Lijst van rijksmonumenten in Maasdriel
- Lijst van rijksmonumenten in Montferland
- Lijst van rijksmonumenten in Neder-Betuwe
- Lijst van rijksmonumenten in Nijkerk
- Lijst van rijksmonumenten in Nijmegen
- Lijst van rijksmonumenten in Nunspeet
- Lijst van rijksmonumenten in Oldebroek
- Lijst van rijksmonumenten in Oost Gelre
- Lijst van rijksmonumenten in Oude IJsselstreek
- Lijst van rijksmonumenten in Overbetuwe
- Lijst van rijksmonumenten in Putten
- Lijst van rijksmonumenten in Renkum
- Lijst van rijksmonumenten in Rheden
- Lijst van rijksmonumenten in Rozendaal
- Lijst van rijksmonumenten in Scherpenzeel
- Lijst van rijksmonumenten in Tiel
- Lijst van rijksmonumenten in Voorst
- Lijst van rijksmonumenten in Wageningen
- Lijst van rijksmonumenten in West Maas en Waal
- Lijst van rijksmonumenten in Westervoort
- Lijst van rijksmonumenten in Wijchen
- Lijst van rijksmonumenten in Winterswijk
- Lijst van rijksmonumenten in Zaltbommel
- Lijst van rijksmonumenten in Zevenaar
- Lijst van rijksmonumenten in Zutphen